# Drinak
Drinak je naselje u Hrvatskoj u sastavu Grada Novog Vinodolskog. Nalazi se u Primorsko-goranskoj županiji.

## Zemljopis
Jugozapadno je Smokvica Krmpotska, sjeverozapadno je Klenovica, sjeveroistočno je Luka Krmpotska, istočno su Podmelnik i Javorje, jugoistočno su Ruševo Krmpotsko, Zabukovac i Alan, južno su Bile.

## Stanovništvo
| broj stanovnika | 138   |       | 156   | 142   | 126   | 142   | 173   | 153   | 91    | 92    | 76    | 46    | 15    | 7     | 10    | 8     | 8     |
|                 | 1857. | 1869. | 1880. | 1890. | 1900. | 1910. | 1921. | 1931. | 1948. | 1953. | 1961. | 1971. | 1981. | 1991. | 2001. | 2011. | 2021. |